# Campionato Italiano Prototipi
Il Campionato Italiano Sport Prototipi, in passato chiamato Campionato Italiano Prototipi, è un campionato automobilistico nazionale italiano di vetture a ruote coperte sport-prototipo che si svolge annualmente in circuito, organizzato dal CSAI.

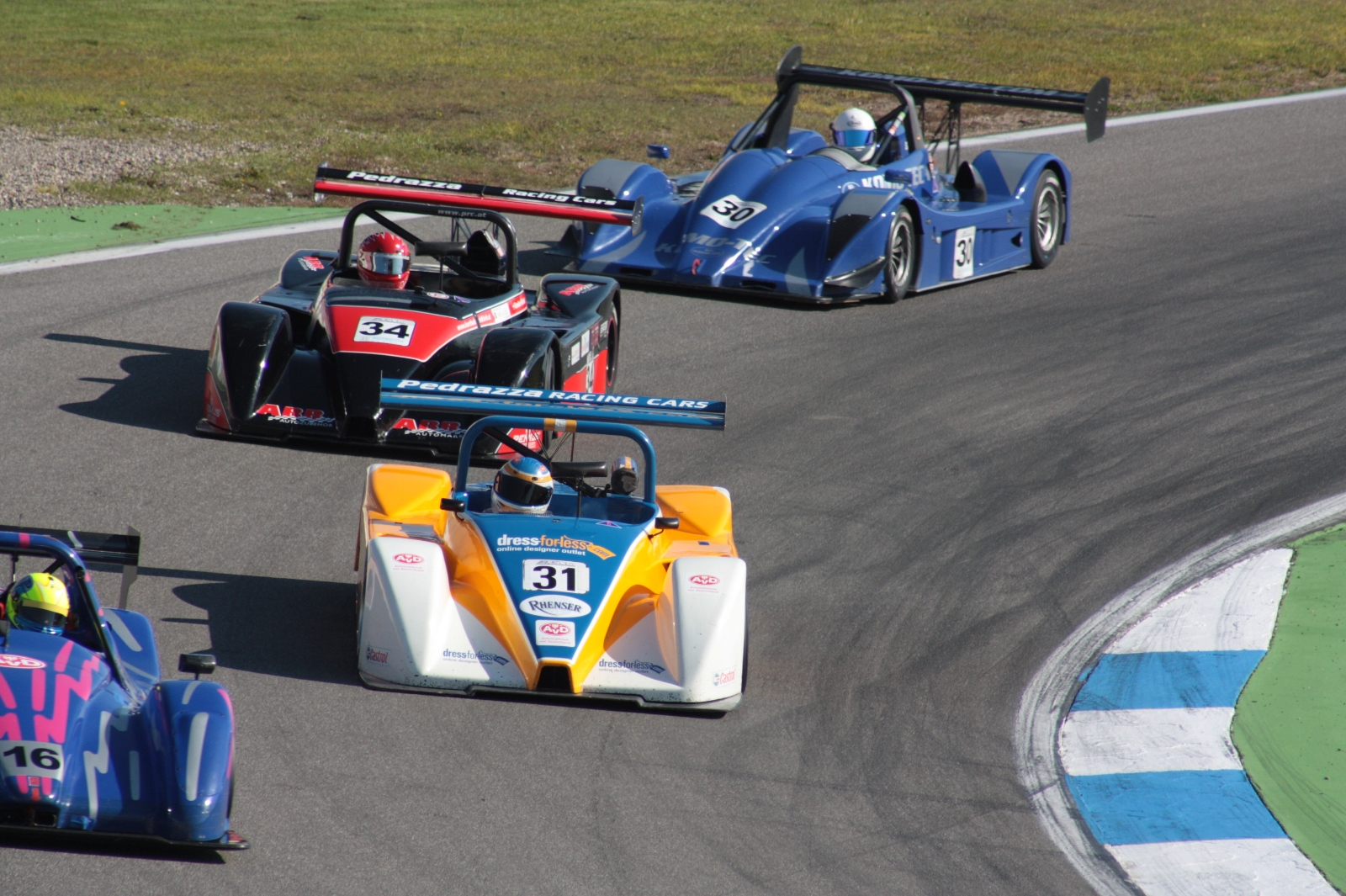
Vetture del gruppo CN del tipo che disputano il campionato italiano prototipi (SportsCarChallenge Hockenheim 2010)

Dal 2018 fino al 2023 i campionati hanno avuto vetture monoposto sviluppate dalla Wolf Racing Cars: la Wolf GB08 Thunder con propulsore di derivazione motociclistica Aprilia RSV4. Dal 2024 è stata introdotta una nuova generazione di vetture, le Wolf Raiden GB08.

## Regolamento

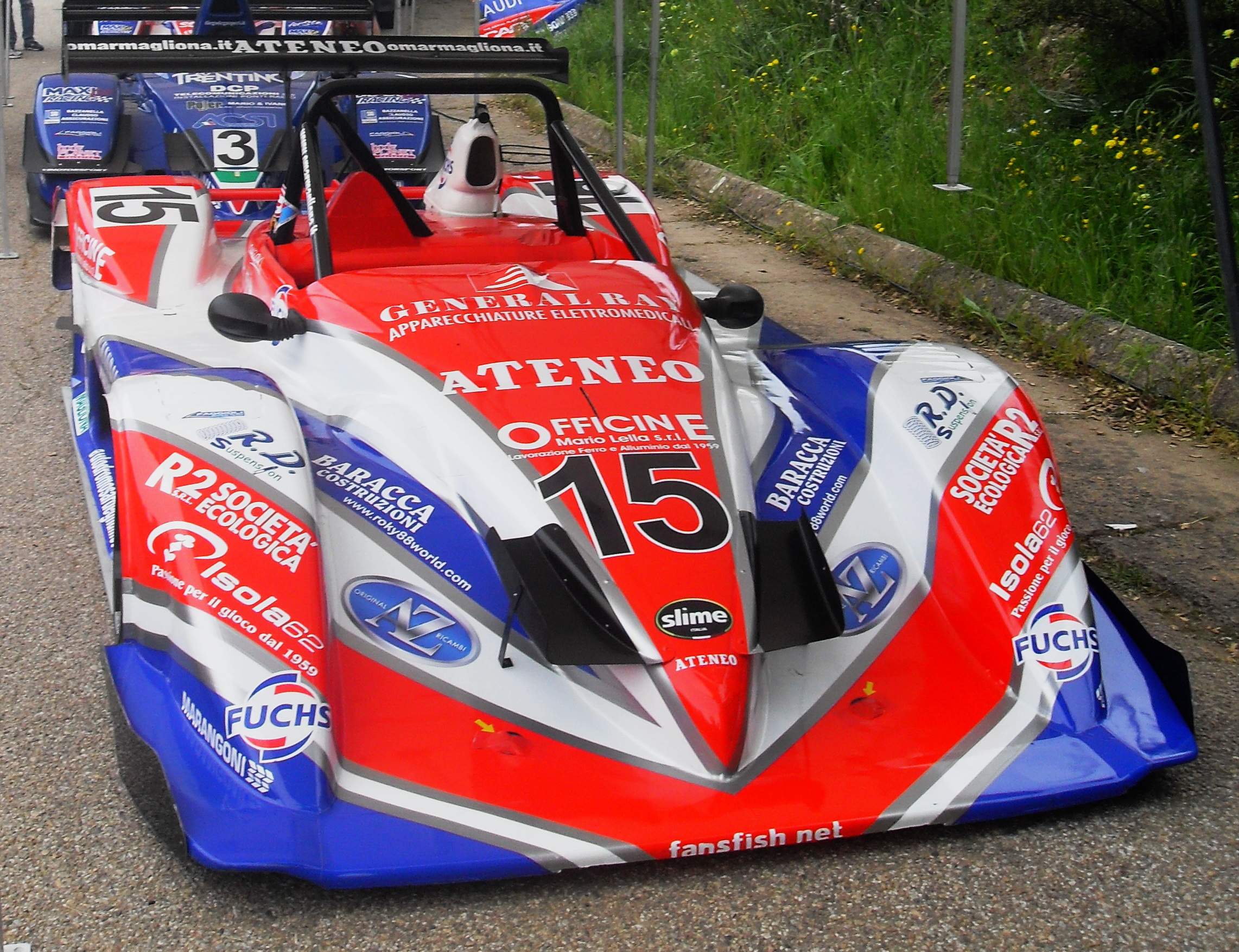
Osella PA21 Evo in versione cronoscalata(Omar Magliona), la stessa auto in versione pista (CN2) ha vinto il CIP 2013 con Faccioni

Sono ammesse vetture sport-prototipo aperte in stile barchetta con motore di derivazione di serie di cilindrata variabile, in base al motore sono formate le classi dei partecipanti, possono partecipare vetture di anni differenti e nel 2013 la CSAI ha inserito anche vetture provenienti da monomarca (come i prototipi del monomarca Radical), le gare si svolgono su due manche di 20 minuti (+ 1 giro) + 1 giro, questa forma è stata adottata di recente abbandonando la formula su gara unica, come si svolgeva lo stesso Campionato fino al 2012, che aveva durata di 33 minuti (+ 1 giro), le gare si svolgono in concomitanza con i week-end di gara dei campionati italiani aci csai-velocità in circuito.

### Regolamento 2025
Sette appuntamenti con doppia gara da 25 minuti + 1 giro che si disputano solitamente una gara il sabato e una la domenica. Nel week end ci saranno due sessioni di prove libere e un turno di qualifica, solitamente disputati nella giornata di venerdi. La partenza lanciata si svolge dietro safety car. Per poter essere considerati validi i punti nella classifica generale, il pilota deve aver partecipato ad almeno 3 round del campionato

### Categorie non più in uso
- CIP, Classifica Radical Trophy    (classifica presente solo nel 2013)
- CIP, Classifica gentleman (classifica presente dal 2013)
- CIP, Classifica assoluta piloti
- CIP, Classifica piloti di classe CN2
- CIP, Classifica piloti di classe CN4
- CIP, Classifica piloti di classe SR2 (classifica presente fino al 2012)
- Nel 2014 Oltre alla classifica assoluta e CN2 e CN4  sono assegnate le Coppe C.S.A.I. di Classe CN4 – CN3 - CN2 – CN1 – CND - SR2/SWRC - RADICAL TROPHY (a condizione che vi siano almeno tre verificati per ciascuna classe)[3].

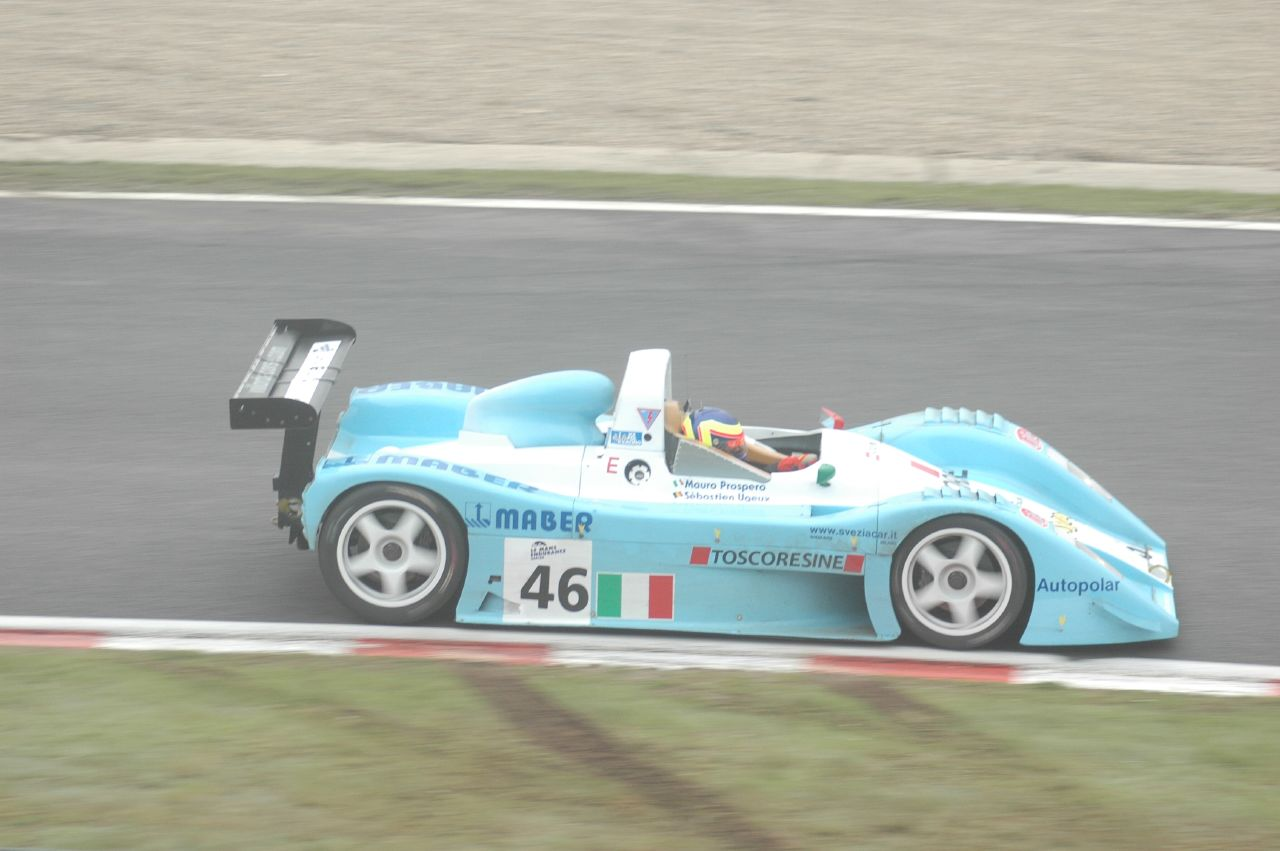
Lucchini SR2, un modello Lucchini simile ha gareggiato nel C.I.P.

### Categorie 2017
Tre titoli sono riservati rispettivamente a vetture LMP3, CNA (motori aspirati) e CNT (motori turbo), il titolo Italiano Assoluto è assegnato sulla base dei punteggi di ciascuna classe con l’aggiunta dei 3-2-1 punti per eventuale podio raggiunto in gara.
Inoltre saranno assegnati anche i trofei (ci devono essere almeno tre iscritti per classe ad evento)
- Radical Trophy
- Trofeo Nazionale E2SC
- Trofeo Nazionale CNB
- Coppe ACI SPORT di Classe (CN2 – CN4 – Under 25 – Gentleman)[4]

### Categorie 2025
Sono riservate tre classifiche nel CISP 2025:
- Generale
- Under 25
- Rookies

## Case automobilistiche
Costruttore delle vetture del campionato 2025: 
- Wolf Racing Cars (Avelon Formula)

Altri costruttori che hanno partecipato al CISP:
- Osella Corse
- Lucchini Corse
- Radical
- Norma

- Picchio
- Ligier
- Tiga Race Cars
- Tampolli
- Tatuus
- Breda Racing

## Albo d'oro
| Anno | Pilota          | Nazionalità | Vettura            | Classe | Team                |
| ---- | --------------- | ----------- | ------------------ | ------ | ------------------- |
| 2012 | Marco Visconti  | Italia      | Osella PA 21 Evo   | CN2    | MG Motorsport       |
| 2013 | Jacopo Faccioni | Italia      | Osella PA 21 Evo   | CN2    |                     |
| 2014 | Davide Uboldi   | Italia      | Osella PA 21 Evo   | CN2    | Uboldi Corse Pata   |
| 2015 | Giorgio Mondini | Svizzera    | Wolf GB08          | CN2    | Best Lap            |
| 2015 | Giorgio Mondini | Svizzera    | Ligier JS53 Evo 2  | CN2    | Eurointernational   |
| 2015 | Giorgio Mondini | Svizzera    | Lucchini P2-07 Evo | CN4    | Audisio & Benvenuto |
| 2016 | Davide Uboldi   | Italia      | Ligier JS53 Evo 2E | CN2    | Eurointernational   |
| 2017 | Ivan Bellarosa  | Italia      | Wolf GB08 Tornado  | CNT    | Avelon Formula      |
| 2018 | Matteo Pollini  | Italia      | Wolf GB08 Thunder  |        |                     |
| 2019 | Giacomo Pollini | Italia      | Wolf GB08 Thunder  |        | Giacomo Race        |
| 2020 | Giacomo Pollini | Italia      | Wolf GB08 Thunder  |        | Giacomo Race        |
| 2021 | Danny Molinaro  | Italia      | Wolf GB08 Thunder  |        |                     |
| 2022 | Giacomo Pollini | Italia      | Wolf GB08 Thunder  |        | Giacomo Race        |
| 2023 | Emil Hellberg   | Svezia      | Wolf GB08 Thunder  |        |                     |
| 2024 | Davide Uboldi   | Italia      | Wolf GB08 Raiden   |        | Emotion Motorsport  |
| 2025 |                 |             | Wolf GB08 Raiden   |        |                     |